# 謝沐昕
謝沐昕（2000年3月9日—），台灣冰球運動員，2010年開始參加賽事。目前就讀台北市延平高中。他參加的第一個國際賽事為在挪威利勒哈默爾舉行的2016年冬季青年奧林匹克運動會，參賽項目為冰球男子個人技術挑戰賽。他是第一位代表台灣參加冬季青年奧運冰球項目的運動員。